# Periheli

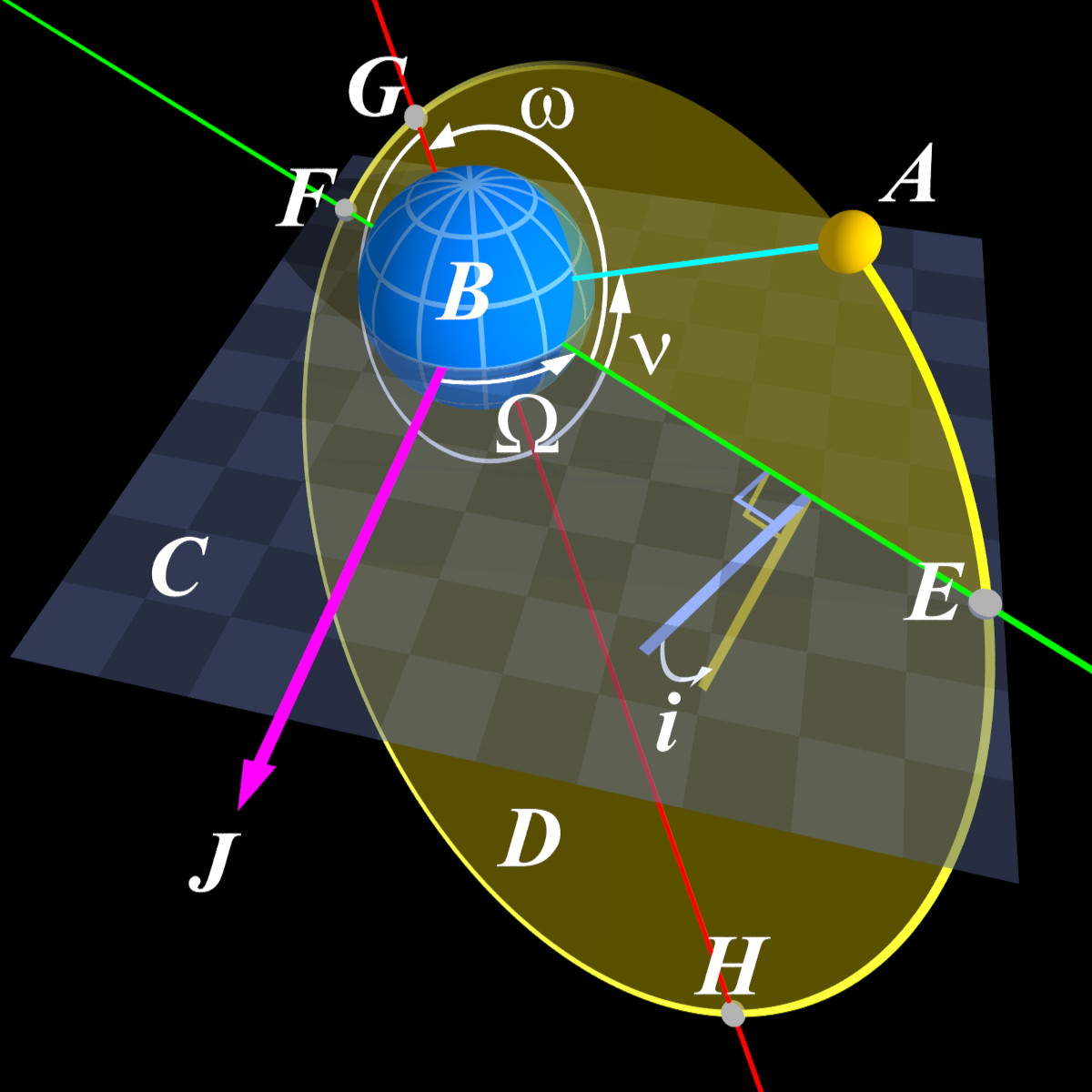
Al present esquema el perigeu és designat per la lletra F

El periheli (del grec peri = al voltant, helios = sol) és la mínima distància en què es troba un cos del sistema solar que gira al voltant del Sol. Per tant, és un àpside.
Per analogia, també s'anomena la distància mínima de l'òrbita d'un cos respecte al cos al qual orbita amb el prefix peri-, deixant la terminació per designar el cos central de l'òrbita. Així, el punt mínim d'una òrbita rep aquestes terminologia:
- Periastre: La mínima distància d'un cos a l'estrella que orbita.
- Perigeu: La mínima distància de la Lluna a la Terra.

En els elements orbitals, es representa per la lletra {\displaystyle \ q}. Si {\displaystyle \ a} és el semieix major de l'òrbita i {\displaystyle \ e} l'excentricitat, llavors el periheli es calcula així:
{\displaystyle \ q=a(1-e)}